# Área de Proteção Ambiental de Algodoal-Maiandeua
A Área de Proteção Ambiental de Algodoal-Maiandeua (APA Algodoal-Maiandeua) é uma Unidade de Conservação de uso sustentável da natureza, do tipo área de proteção ambiental (APA), que engloba as Ilhas de Algodoal (385 ha) e Maiandeua (1.993 ha), somando 2.378 hectare, criada em 1990, em Maracanã  (estado brasileiro do Pará), com instância gestora estadual.

## Descrição
A APA Algodoal-Maiandeua foi criada em 1990 (Lei Estadual n° 5.621/90), é composta por duas ilhas que são separadas pelo chamado “Furo Velho” e está localizada na região administrativa do Salgado. Além de praias, também possui áreas de biomas de manguezal, restinga e duna, e o ambiente conhecido como “Pedra Chorona”. Tem potencial econômico turístico.
O acesso à APA Algodoal-Maiandeua é realizado por via terrestre e depois fluvial. Em uma das opções, o primeiro trecho, terrestre, inicia em Belém, vai até Castanhal (BR-316) e depois até o Distrito de Marudá, Marapanim (PA-136 e PA-318), totalizando 180km de percurso. O trecho final, fluvial, vai até o porto da Vila de Algodoal tem duração de cerca de 40 minutos.

### Objetivos
Segundo a lei de criação:

*
- [...] assegurar a proteção da área e uso racional do solo, bem como outras medidas referentes à preservação de ambientes e conservação de recursos naturais;
- [...] impedir ou evitar o exercício de atividades causadoras de sensível degradação da qualidade ambiental, em especial as atividades pesqueiras, apanha de crustáceos extração vegetal, remoção das pedras das praias, utilização das dunas e manejo dos dejetos sólidos;
- [...] esclarecimento do povo e em especial da comunidade local sobre a APA e suas finalidades.

### Plano de Manejo
Conforme o Sistema Nacional de Unidades de Conservação (SNUC), o planejamento de uma Unidade de Conservação deve ser estabelecido a partir do Plano de Manejo. Um documento técnico elaborado órgão gestor da Unidade naseado em guias da SNUC, fundamentado nos objetivos gerais da Unidade de Conservação, estabelece o zoneamento e as normas que irão presidir o uso da área e o manejo dos seus recursos naturais, assim como a implatação de estruturas físicas necessárias para a gestão da UC.
As principais ameaças são Desmatamento na Amazônia Legal e Focos de calor.

## Características biológicas
A ilha é chamada de Algodoal pela abundância da planta algodão de seda. Seu povoamento por pescadores aconteceu aproximadamente na década de 1920. Além de praias, também possui áreas de biomas de manguezal, restinga e duna, e o ambiente conhecido como “Pedra Chorona”. O clima é quente e úmido, com temperatura média de 27°C (entre 31°C e 25°C) e período chuvoso de janeiro a março (inverno regional) e estiagem de setembro a dezembro (verão regional).

## Unidades de conservação
As Unidades de Conservação (UCs) são áreas naturais protegidas por lei, podendo ser de Proteção Integral, ou de Uso Sustentável. As administrações são feitas pelo Instituto Chico Mendes de Conservação da Biodiversidade (ICMBIO), responsável pelo Sistema Nacional de Unidades de Conservação (SNUC), ou podendo ser associadas com Fundações públicas.
A proposta de criação das Unidades surgiu na década de 1980, como crítica aos desmatamentos crescentes ocorridos na Amazônia, decorrentes de um modelo de desenvolvimento predatório adotado pelo Estado brasileiro desde a década de 1970, com base na expansão da pecuária extensiva. As reservas foram frutos da luta de seringueiros da Amazônia Ocidental, especificamente dos seringueiros do Acre, nascendo então a primeira modalidade legal de Unidade de Conservação (UC) conforme a legislação brasileira, que prevê, simultaneamente, o uso sustentável dos recursos naturais e a regularização fundiária dos espaços de populações tradicionais. Assim no ano 2000, o governo federal criou o Sistema Nacional de Unidades de Conservação (SNUC, Lei 9 985).

Em 2010 o órgão gestor ICMBIO regularizou a situação fundiária das ocupações das comunidades tradicionais nas Unidades de Conservação situadas em áreas da União sob jurisdição da Secretaria do Patrimônio da União/SPU (manguezais, áreas marinhas, espelhos d'água e ilhas federais situadas na Amazônia Legal), a partir da demanda do Plano de Ação Prioritário 2009-2010 da Comissão Nacional de Desenvolvimento Sustentável de Povos e Comunidades Tradicionais, sob a coordenação da Casa Civil.